# Carl Brasch
Carl Friedrich Wilhelm Brasch (* 3. März 1825 in Massow; † 8. Mai 1886 in Eberswalde) war ein deutscher Porträtmaler und Fotograf.

## Leben
Carl Wilhelm Brasch war ein Sohn des Seilermeisters Johann Friedrich Brasch und dessen Ehefrau Anna Maria, geb. Spade. Brasch heiratete am 26. September 1845 in Massow Regine Friedrike Henriette Korth (* 1814 † 1853), mit der er vier Kinder bekam. Nach der Vermählung zog er nach Berlin und „begann … seine Laufbahn als ausübender Portraitmaler.“. Nach dem Tod seiner Frau eröffnete er 1850 mit einem Partner in der Wilhelmstraße ein fotografisches Atelier. Zwei Jahre später verließ ihn der Partner Richtung Amerika unter Mitnahme aller Einnahmen. Er bezeichnete sich als „Portraitmaler und Hofphotograph Ihrer Königlichen Hoheit der Frau Prinzessin Friedrich Carl von Preußen“. Verwitwet heiratete Brasch am 26. November 1854 in der St.-Jacobi-Kirche in Berlin Marie Luise Auguste Neuschild aus Oderberg (* 1836). Das Paar bekam mindestens neun Kinder. Um 1855 wohnte er Landsberger Straße 83. 1856 eröffnete Brasch ein Glashaus auf der Leipziger Straße 8, Eingang Wilhelmstraße 57/58. In dritter Ehe heiratete Carl Brasch am 2. Mai 1874 Gertrud Sophie Streisels in der Dreifaltigkeitskirche Berlin. 1884 zog Brasch mit seinem Atelier in das Obergeschoss des Hauses Leipziger Straße 9 um, wo er auch wohnte. Am 1. April feierte er die Neueröffnung. Brasch bewarb sich mit der Bezeichnung „Erstes Atelier für Naturalfotografie“ und hatte einen Kunstverlag. Zur Berliner Gewerbeausstellung 1879 wurde Brasch für eingerahmte Fotografien & Malerei auf Glas und Porzellan mit einer Prämie ausgezeichnet. Auf der Weltausstellung 1873 in Wien erhielt er eine Verdienstmedaille für Genrebilder. 1877 wurde Brasch als Mitglied in die Photographische Gesellschaft Wien aufgenommen.
Carl Brasch fertigte unter anderem Kinder- und Jugendbildnisse des späteren Kaisers Wilhelm II. an.
Nach seinem Tod betrieben seine Nachfahren Albert Brasch aus Bromberg sowie Carl und Hermann Brasch als Inhaber das Atelier „C. Brasch Hof-Photograph u. Portraitmaler“ bis 1918 weiter.

## Bilder des Kronprinzen Wilhelm von Preußen

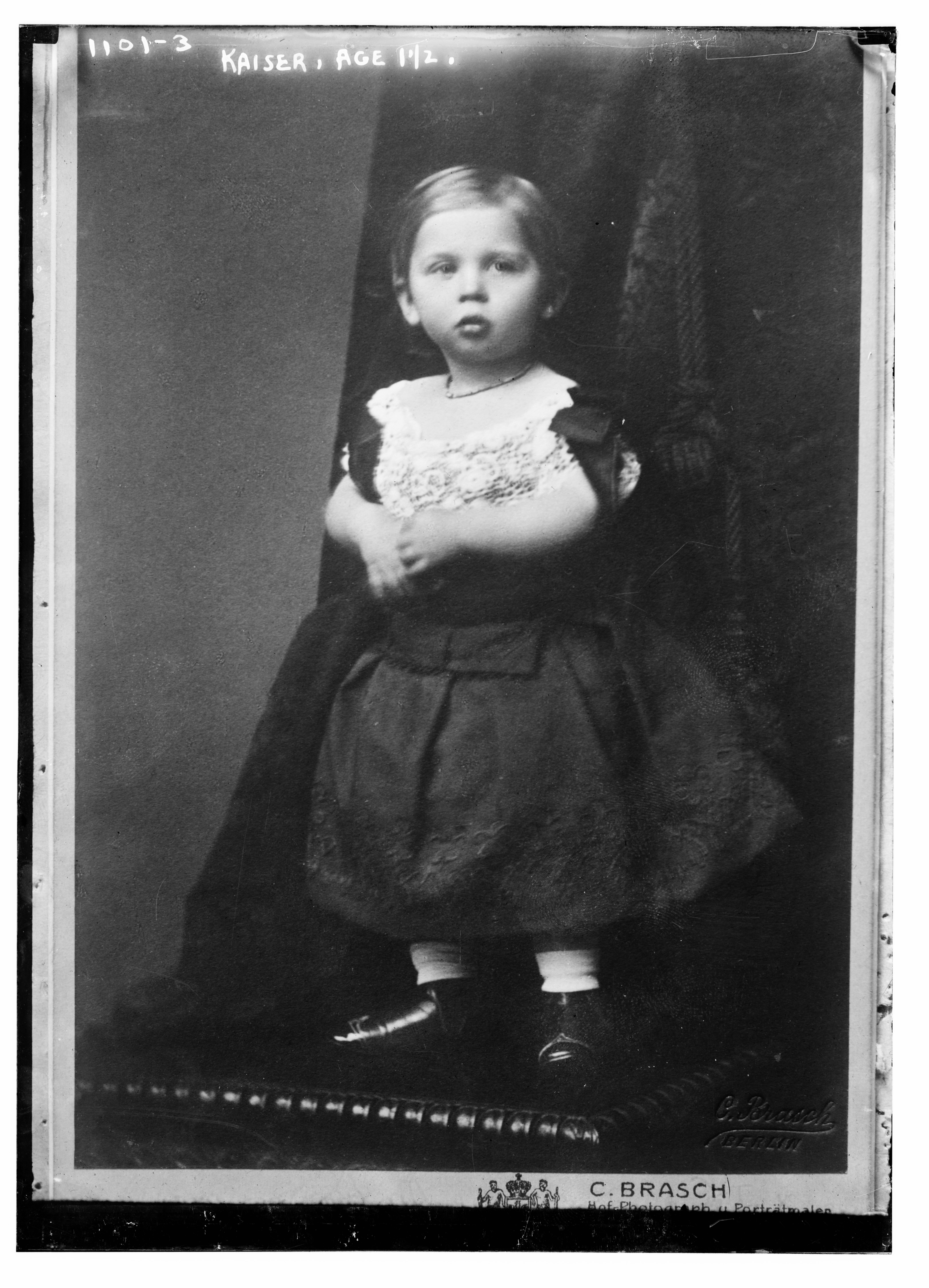
Im Alter von 1,5 Jahren
Im Alter von 12 Jahren
Im Alter von 16 Jahren

## Auszeichnungen
- Verdienstmedaille für Genre-Bilder auf der Weltausstellung in Wien 1873[3]